# ATM (J. Cole)
ATM (acronimo di Addicted To Money) è un singolo del rapper statunitense J. Cole, pubblicato il 31 luglio 2018 come secondo estratto dal quinto album in studio KOD.  Il brano debuttò alla sesta posizione della Billboard Hot 100.

## Descrizione
Il brano contiene estratti e campioni di "I'll Never Stop Loving You", scritta da Nicholas Brodszky e Sammy Cahn ed eseguita da Ahmad Jamal.

## Interpretazione del titolo
Su Twitter J. Cole rivelò che il titolo può essere interpretato come un'abbreviazione di "Addicted To Money".

## Video musicale
Un videoclip per il brano fu pubblicato il 20 aprile 2018, lo stesso giorno della pubblicazione dell'album. Il videoclip è stato diretto dallo stesso Cole e da Scott Lazer. J. Cole interpreta vari ruoli all'interno del video. Dapprima appare legato in una camicia di forza in pelle nera all'interno di una stanza tappezzata da banconote da 100 dollari. In seguito appare mentre perde tutte le sue fiches ad un tavolo di blackjack, ritrovandosi così costretto a vendersi un braccio ed una gamba per un'auto usata. Nel video inoltre ringrazia Busta Rhymes per il suo videoclip del 1998 "Gimme Some More".

## Uso nei media
Il brano è stato incluso nello spot ufficiale degli NBA Playoffs 2018 di ESPN.

## Performance commerciale
Alla sua prima settimana dalla pubblicazione, ATM debuttò alla posizione numero 6 della Billboard Hot 100, divenendo così il secondo miglior brano di J. Cole in classifica negli Stati Uniti, dopo Middle Child.

## Tracce
1. ATM – 3:36 (testo: Jermaine Cole, Nicholas Brodszky, Sammy Cahn – musica: J. Cole)

## Classifiche
| Classifica (2018)         | Posizione massima |
| ------------------------- | ----------------- |
| Australia                 | 32                |
| Canada                    | 5                 |
| Irlanda                   | 32                |
| Olanda                    | 88                |
| Nuova Zelanda             | 20                |
| Regno Unito               | 28                |
| Stati Uniti               | 6                 |
| Stati Uniti (R&B/Hip-Hop) | 4                 |
| Stati Uniti (Rhythmic)    | 26                |
| Svezia                    | 87                |
| Svizzera                  | 67                |